# 생산공학연구소
생산공학연구소는 사회일반의 이익에 공여하기 위하여 공익법인의 설립운영에 관한 법률의 규정에 따라 생산공학 분야의 연구와 학술활동을 통하여 기초 및 응용연구의 발전에 기여할 목적으로 1990년 4월 20일 설립허가된 대한민국 교육과학기술부 소관의 재단법인이다. 사무실은 서울특별시 강남구 역삼1동 664-22 안곡빌딩 201호에 있다.